# Bonte haakbladroller
De bonte haakbladroller (Ancylis badiana) is een vlinder uit de familie Tortricidae (bladrollers).

## Herkenning
De vlinder heeft een spanwijdte tussen de 12 en 16 millimeter. Ze is te verwarren met Ancylis paludana, die een bleke achtervleugel heeft en over het algemeen een blekere indruk maakt, en met Ancylis uncella, die veel bruiner is en de karakteristieke tekening mist. De vliegtijd van de eerste generatie is van april tot juni en van de tweede generatie eind juli tot begin september. De vlinders zijn vooral actief rond zonsopkomst en zonsondergang en komen matig op licht.

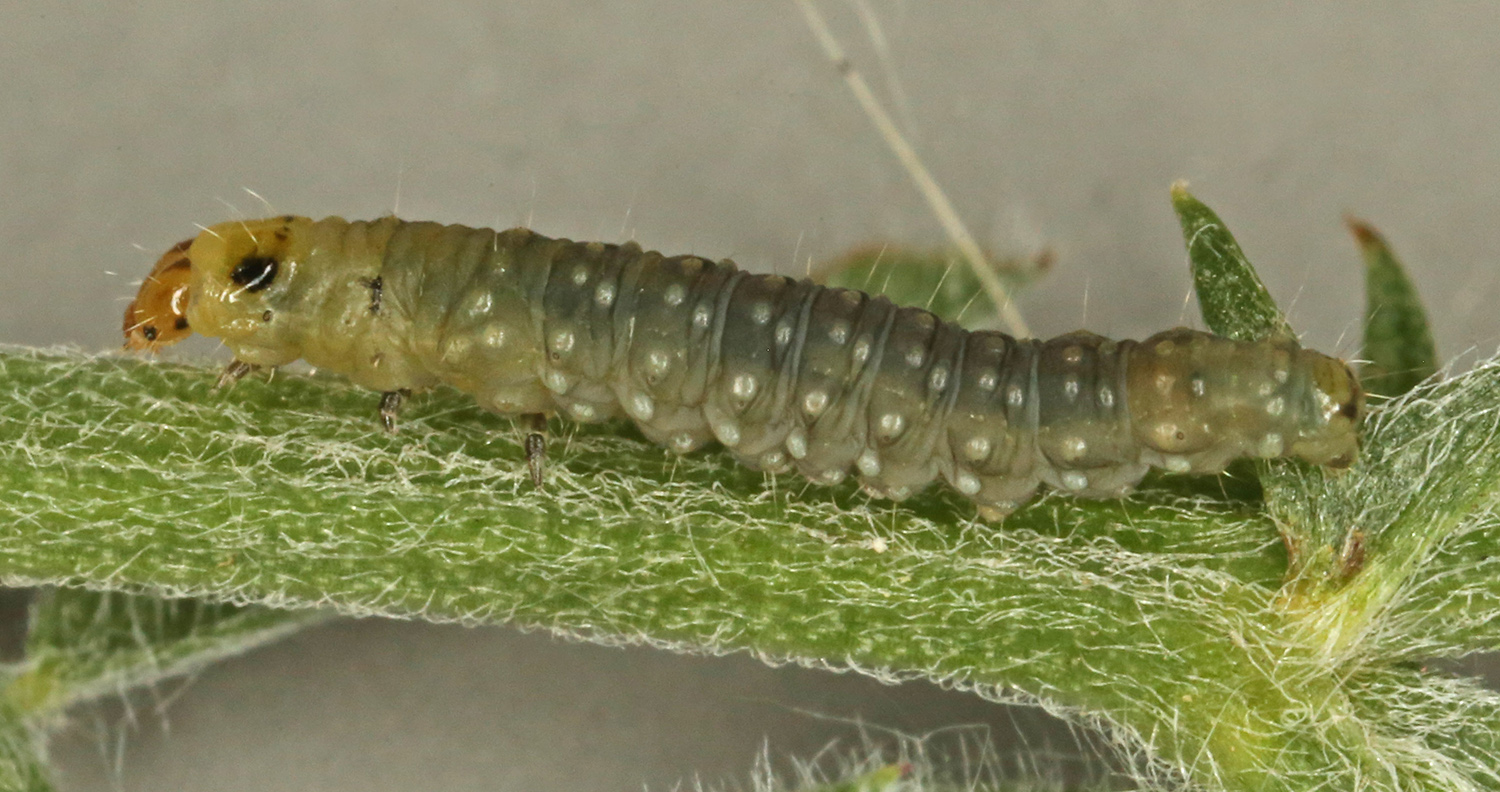
Rups

## Waardplanten
De bonte haakbladroller heeft als waardplant diverse soorten klaver (Trifolium), wikke (Vicia), Lathyrus en grote kattenstaart (Lythrum salicaria). De rups is vuilwit met een bruine kop en nekschild en leeft tussen samengesponnen bladeren op de waardplanten.

## Verspreiding
De bonte haakbladroller komt verspreid over het Palearctisch gebied voor. In Nederland is de soort zeldzaam en in België is de soort schaars, maar wordt in alle provincies aangetroffen. Het is vooral een soort van natuurlijke graslanden en velden, ruderale terreinen, bosranden en open plekken in bossen.